# José Ayats Surribas
José Ayats Surribas (Olot, 14 de noviembre de 1886-†Madrid, 1949) fue un industrial y político español, asambleísta nacional durante la dictadura de Primo de Rivera y diputado en Cortes durante la Segunda República.

## Biografía
Militante tradicionalista, entre 1910 y 1911 fue director en Gerona del diario carlista El Norte. Fue secretario de la Cámara de Comercio de Barcelona. En 1922 se incorporó al Partido Social Popular junto con otros antiguos carlistas, mauristas y demócrata-cristianos.
Apoyó a la dictadura de Primo de Rivera y fue nombrado miembro de la Asamblea Nacional Consultiva en 1927. En una intervención de la Asamblea en enero de 1928, defendió el regionalismo y las lenguas regionales de España ante el mismo dictador.
Militó después en la Derecha Liberal Republicana y fue diputado por la provincia de Gerona en las elecciones generales de 1931 y 1933. Opuesto al nacionalismo de ERC, en 1934 formó parte del comité de Acció Popular Catalana y en 1935 fue nombrado subsecretario del Ministerio de Trabajo, bajo las órdenes del ministro José Oriol Anguera de Sojo. En las elecciones de 1936 se presentó por el Frente Catalán de Orden, pero no resultó elegido.